# Герб Медынского района
Герб муниципального образования «Медынский район» Калужской области Российской Федерации.
Герб утверждён решением № 70 районного Собрания муниципального образования «Медынский район» 10 февраля 2006 года.
Герб внесён в Государственный геральдический регистр Российской Федерации с присвоением регистрационного номера 2134.

## Описание герба
«В лазоревом поле горностаевая перевязь, обременённая сообразно щиту золотой, с жемчугами и самоцветами, „древней царской“ (уездной) короной и сопровождаемая с каждой из сторон тремя золотыми пчёлами».

## Символика герба
Герб Медынского района разработан на основе исторического герба города Медынь Калужского наместничества.
Лазоревое поле и изображение пчёл, заимствованные из герба 1777 года, показывают взаимосвязь района и города Медынь, а также преемственность многих поколений людей, живших на Медынской земле.
Пчела — традиционный символ трудолюбия, бдительности, бережливости, творческой деятельности.
Горностаевая перевязь и корона символизируют самобытность и многовековую историю Медыни. Медынская земля практически с самого образования Древнерусского государства играла важную роль в обороне страны. В разные годы здесь правили смоленские и московские князья, а в начале XVI столетия Василий III выделил Медынскую землю в отдельное владение, которое даровал представителю древнего княжеского рода Михаилу Глинскому.
Горностаевый мех в геральдике символ благородства и достоинства.
Перевязь — символ верного служения.
Золото — символ урожая, богатства, стабильности, уважения, интеллекта.
Лазурь — символ чести, духовности, красоты, ясности.

## История герба
Герб Медынского района был разработан Союзом геральдистов России на основе исторического герба Медыни.
Герб Медыни был Высочайше утверждён 10 (21) марта 1777 года императрицей Екатериной II вместе с другими гербами городов Калужского наместничества (ПСЗ, 1777, Закон № 14596)
10 февраля 2006 года районное Собрание муниципального образования «Медынский район» утвердило герб Медынского района.
Авторы герба района: идея — Владимир Клещев (Медынь), Константин Моченов (Химки), Михаил Медведев (Санкт-Петербург), обоснование символики — Кирилл Переходенко (Конаково), компьютерный дизайн — Оксана Афанасьева (Москва).